# Andreas Schäfer (Fußballspieler)
Andreas Schäfer (* 5. Februar 1983 in Daun) ist ein ehemaliger deutscher Profi-Fußballspieler. Er spielte während seiner aktiven Laufbahn von 2001 bis 2004 beim 1. FC Kaiserslautern II, von 2004 bis 2009 beim VfL Osnabrück, von 2009 bis 2011 beim Karlsruher SC, von 2011 bis 2013 beim FC Ingolstadt 04 und zuletzt von 2013 bis 2015 beim FC Viktoria Köln. Danach beendete er seine Profikarriere und begann ein Lehramtsstudium für die Fächer Deutsch und Sport.

## Karriere
Schäfer spielte in seiner Jugend für den SV Steiningen und wechselte 2001 zur zweiten Mannschaft des 1. FC Kaiserslautern in die Regionalliga Süd, bevor er 2004 vom damaligen Nord-Regionalligisten VfL Osnabrück verpflichtet wurde. Am Ende der Saison 2006/07 stieg Schäfer mit dem VfL in die 2. Bundesliga auf. Dort wurde er als linker Außenverteidiger und linker Mittelfeldspieler eingesetzt. Sein Debüt im Profifußball gab Schäfer am 19. August 2007 gegen den SC Freiburg. Wie schon in den beiden Vorjahren gehörte er auch im Aufstiegsjahr zu den Stützen der Mannschaft und sicherte sich mit dieser den Klassenerhalt. Zu Beginn der Saison 2008/09 konnte Schäfer durch seine zahlreichen Vorlagen überzeugen und führte die Scorer-Wertung der 2. Liga an.
Schäfer wechselte zur Saison 2009/10 zum Bundesligaabsteiger Karlsruher SC und erhielt dort einen Zweijahresvertrag. Schäfer war beim KSC zwar Stammspieler auf der linken Defensivposition und kam in zwei Spielzeiten auf 58 Einsätze, sein Vertrag wurde im Sommer 2011 aber nicht verlängert. Daraufhin wechselte Schäfer zum Zweitligakonkurrenten FC Ingolstadt 04 und unterschrieb dort für die nächsten zwei Jahre. Im Sommer 2013 wechselte er zum FC Viktoria Köln, wo er bis 2015 blieb und danach seine aktive Spielerkarriere beendete. Seit 2015 lebt er in Osnabrück und studiert Lehramt für die Fächer Deutsch und Sport, daneben spielt er beim Kreisligisten SpVgg Gaste-Hasbergen.